# Dasht-e Beyza
Dasht-e Beyza (em persa: دشت بيضا, também romanizada como Dasht-e Beyẕā; também conhecida como Dasht Ebiza) é uma aldeia do distrito rural de Surmaq, no condado de Abadeh, na província de Fars, Irã.
Segundo o censo de 2006, sua população era de 48 habitantes, em 18 famílias.